# Frankfurter Tor
Frankfurter Tor er en plads i bydelen Friedrichshain i Berlin, Tyskland. Pladsen forbinder Frankfurter Allee og Karl-Marx-Allee med Petersburger Strasse og Warschauer Strasse.
Selv om navnet antyder det, ligger pladsen ikke på samme sted som byporten Frankfurter Tor, der var en del af Berliner Zollmauer. Byporten var beliggende ca. 800 m. vest for pladsen. De karakteristiske bygninger omkring pladsen er tegnet af Hermann Henselmann og opført 1957-1961.
Under pladsen ligger U-Bahn-stationen Frankfurter Tor.